# Stenocyathus vermiformis
Stenocyathus vermiformis is een rifkoralensoort uit de familie van de Stenocyathidae. De wetenschappelijke naam van de soort is voor het eerst geldig gepubliceerd in 1868 door Pourtalès.